# Famille Dax
La famille Dax ou d'Ax est une famille subsistante de la noblesse française originaire de Carcassonne dans le Languedoc où ses premiers membres étaient merciers et marchands et firent partie des consuls de la ville dès 1433. Anoblie par lettres patentes en 1457, elle donna une branche aînée de Dax, aujourd'hui éteinte, et une branche cadette, maintenant séparée en deux rameaux : la famille d'Ax de Cessales et la famille de Dax d'Axat.

## Histoire

### Origine
La filiation suivie de la famille Dax remonte à Roland Dax ou Days, mercier et bourgeois de Carcassonne, consul  de Carcassonne en 1433, 1437 et 1443. Il épousa Berthemine de La Jugie dont il eut deux fils, tous les deux prénommés Arnaud et marchands à Carcassonne.
Henri Jougla de Morenas donne le même personnage comme premier auteur connu de cette famille.

### Patronyme

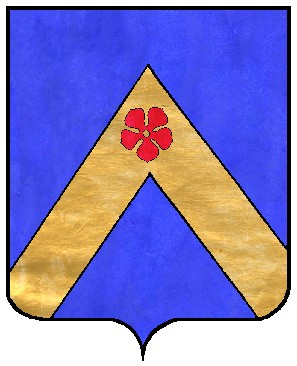
DECVS
ET TVTAMEN
IN ARMIS
(Énéide, Livre V, v. 262)
armes et devise de la famille
(de) Dax d'Axat et de Cessales.

Le patronyme de cette famille s'est écrit de façon variable au cours des siècles. On trouve en effet à la fois : « Dax », « de Dax », « d'Acqs », « Dacqs », « d'Ax » et « D'ax » et même « d'Achs » ou « d'Achy » et enfin très anciennement sur la liste des consuls de Carcassonne: Daix (1433), d'Ays (1437) puis Days (1443). Un jugement de 1824, autorisa Ange-Jean Michel d’Ax de Cessales, héritier institué de son cousin Marc-Antoine Marie-Thérèse de Dax, marquis d’Axat (voir infra au § Personnalités), à modifier son patronyme en celui de : de Dax. Le rameau aîné de Cessales a conservé l'orthographe « d'Ax » et porte à l'état-civil « d'Ax de Cessales ».

### Noblesse

#### Origine et maintenue
- Arnaud Dax dit Senior ou « l'Ancien » (fils ainé de Roland Dax mentionné ci-dessus), marchand, bourgeois et consul de Carcassonne (comme l'avait été son père avant lui) en 1452, 1458, 1465 et 1472[11], fut anobli conjointement avec son frère cadet, Arnaud dit Junior ou « le Jeune » par lettres patentes d'anoblissement du roi Charles VII du 1er juillet 1457 qui nous sont parvenues[15],[7],[8]. Elles leur conféraient notamment l’investiture de toutes seigneuries acquises ou à acquérir à l'avenir. La même année il fit l'acquisition de la seigneurie de Leuc et dans les années qui suivirent, celle d'un grand nombre d'autres seigneuries en Haute vallée de l'Aude, entre lesquelles celles d'Axat, de La Serpent et de Trèbes. Il avait épousé Jordanne Taverne, « fille de noble Pierre Taverne, drapier de Carcassonne »[16],[10], d'une famille de consuls de Carcassonne également.
- Au XVIIe siècle, lors de la « Grande enquête sur la noblesse » visant la recherche des usurpations de noblesse dans l'ensemble du royaume, ordonnée par le roi Louis XIV dans l'arrêt du conseil du roi du 22 mars 1666, cette famille a été confirmée dans son ancienne noblesse. Elle a été reconnue noble d'ancienne extraction dans ses différentes branches de l'époque en 1668 par plusieurs jugements souverains de maintenue de noblesse[1], rendus  par Claude Bazin, chevalier, seigneur de Bezons, « Conseiller du Roy ordinaire en ses conseils », « Commissaire départi par le roi dans la province de Languedoc », intendant de Languedoc de 1654 à 1674, qui présidait les jugements de maintenue de noblesse en cette province. Par ces différents jugements, « jugeant souverainement et en dernier ressort », les membres de cette famille furent déclarés « frères nobles et issus de noble race et lignée » et il fut « ordonné... que tant eux et que leur postérité... jouiront des privilèges de noblesse... et qu'ils seront inscrips par noms, surnoms, armes et lieux de leurs demeures dans le catalogue des véritables nobles de la Province de Languedoc », ce qui intervint peu après.

#### Titres portés
- Marquis d'Axat 1740 ou 1776 pour la branche ainée, passé à la branche Dax de Cessales d'Axat depuis 1788 :
  - Henri de Woelmont, dans Les Marquis français, nomenclature de toutes les familles françaises... portant le titre de marquis avec l'indication de l'origine de leur titre écrit : « de Dax de Cessales d'Axat en Languedoc. Famille anoblie le 1er juillet 1457. Marquis d'Axat par érection de 1740 »[17] ;
  - L'almanach de Saxe Gotha dans The List of french Marquisates (La Liste des Marquisats français) écrit : « AXAT Languedoc 11 1717 d'Ax d'Axat Extant raised through brevet royal, held by the branch Dax de Cessales since 1788 » (AXAT Languedoc 11 1717 d'Ax d'Axat Existant obtenu par brevet royal, tenu par la branche Dax de Cessales depuis 1788) et à la suite : « AXAT Languedoc 11 1740 d'Ax d'Axat Extant confirmation of the previous title » (AXAT Languedoc 11 1740 d'Ax d'Axat Existant confirmation du titre qui précède)[18] ;
  - Éric Thiou dans le Dictionnaire des titres et des terres titrées en France sous l’Ancien Régime indique qu'une branche de la famille Dax fut titrée marquis d'Axat en 1776, il écrit : « Baronnie érigée en marquisat en 1776 »[19] ;
  - Albert Révérend, Georges de Morand dans L'annuaire de la noblesse de France, Les marquis français, in « Liste complète des Titres de « Marquis » portés par des Français jusqu'en 1934 », spécifient que les titres de marquis « qui sont justifiés par des LETTRES PATENTES sont suivis d'un astérisque » et écrivent : « de Dax de Cessales d'Axat * »[20] ;
  - Gustave Chaix d'Est-Ange indique : « Ange-Jean Michel d’Ax recueillit en 1788 l’héritage de son cousin, Marc Antoine de Dax, marquis d’Axat, dernier représentant de la branche aînée. Il prit alors le titre de marquis de Dax d'Axat. Il fut maire de Montpellier sous la restauration, obtint le 19 juillet 1824, un jugement du tribunal civil de cette ville décidant que son nom patronymique serait celui de : de Dax »[10] ;
  - Marquis de courtoisie écrit Charondas[21].
- Baron de Cessales :
  - Titre figurant dans le brevet du 1er juillet 1653 accordé par le roi au « baron de Cessales »[2], de capitaine de la 1re compagnie de Chevau-léger de la Garde (voir ci-dessous au § Personnalités, à Anne), ainsi que dans différents arrêts du Parlement de Toulouse siégeant en sa grande chambre souveraine, notamment en 1605 en faveur de Raymond (père d'Anne), où il est qualifié : « Raymond Dax seigneur d'Axat et baron de Cessales » ;
  - Titre de courtoisie écrit Charondas[21].

André de Royer Saint-Micaud écrit : Jamais les de Dax d'Axat n'eurent aucun titre.
Cette famille a été admise à l'ANF le 15 décembre 1956.

## Filiation
Reprise d'Henri Jouglas de Morenas:
- Roland Dax, mercier[3] et bourgeois de Carcassonne, fit partie des consuls de la ville en 1433, 1437 et 1443. Marié à Bethemine de la Jugie[12], il teste en 1445.
  - Son fils Arnaud Dax, marchand[3] et consul  de Carcassonne en 1452, 1458, 1465 et 1492[3]. Sgr de Leuc. Marié à Jordanne Taverne. Anobli en juillet 1457[7],[8]. Il teste et meurt en 1478[10].
    - Leur fils, Jean Dax I, écuyer[25],[26], Sgr d'Axat, de Leuc et de La Serpent. Lieutenant du sénéchal de Carcassonne, viguier de Carcassonne en 1491. Il servit dans l'armée du roi Charles VIII contre le roi de Naples et de Sicile. Teste en 1494. Tué en 1495 au siège de Gaète. Marié en 1476 à Constance de Narbonne ; il en eut : François qui suit, Pierre et Antoine, abbé de Saint-Polycarpe et évêque d'Alet en 1565[10].
      - François Dax I, écuyer, Sgr d'Axat, de Leuc et de la Serpent, épousa en 1514 Marguerite de Narbonne-Pelet et en 1524 Geoffrine de Saint-Julien. Du premier lit, il laissa Jean qui suit, et du second lit, il eut trois autres enfant : Pierre, écuyer, chevalier de l'ordre du roi, Sgr de La Serpent, gouverneur des diocèses de Limoux et d'Alet auteur d'un rameau maintenu dans sa noblesse en 1668 et éteint au XVIIIe siècle ; Arnaud, archidiacre d'Alet et chanoine de Carcassonne en 1567 ; Paul, écuyer ; et Isabeau, religieuse[10].
        - Jean Dax II, Sgr de Leuc et de Trevas, chevalier de l'ordre du roi. Il acquit en 1591 une partie de la seigneurie de Cessales. Il épousa en 1551 Marguerite de Saint-Félix dont il eut : François qui suit ; Pierre ; et Geofrine[1].
          - François Dax II, écuyer, Sgr de Trévas, marié en 1578 à Anne d'Astorg, dont : Paul ; et Raymond qui suit[1].
            - Raymond Dax, Sgr d'Axat, d'Artigues et du Caila. Marié en 1614 à Delphine de Monstron, il eut : Jean ; et Anne qui suivent[1].
              - Branche ainée (éteinte) :
              - Jean Dax III, écuyer, Sgr d'Axat et de Leuc, dit « le baron d'Axat », lieutenant des maréchaux de France dans l'étendue de la sénéchaussée de Limoux en 1666. Marié en 1661 à Isabeau de Bruyeres-Chalabres. Il teste en 1673. Dont François qui suit et Anne, reçu chevalier de l'Ordre de Saint-Jean de Jérusalem dit de Malte au Grand prieuré de Saint-Gilles en 1704[1].
                - François Dax III, écuyer, Sgr d'Axat et d'Artigues, connu sous le titre de Marquis d'Axat, allié en 1701 à Isabeau de Bruyères-Chalabre, et père de Guillaume-Tranquille qui suit et Jean-Aimeri[12].
                  - Guillaume-Tranquille Dax, né en 1705, chevalier, dit le Marquis d'Axat, reçu page de la Grande Écurie du Roi[4] en 1722. allié en 1726 à Henriette de Grégoire des Gardies dont Marc-Antoine qui suit[12].
                    - Marc-Antoine Dax, dit le Marquis d'Axat, reçu page de la Grande Écurie du Roi en 1743. épousa en 1756 Mlle de Saint-Priest. Il mourut sans postérité dernier de sa branche en 1788[12].

              - Branche cadette :
              - Anne Dax, écuyer, Sgr de Cessales, allié en 1678 à Isabeau d'Esperonnat de Saint-Ferriol, fut père de Jean qui suit[12].
                - Jean Dax; Sgr baron de Cessales, allié en 1719 à Marthe-Paul de Cezat eut Jean-César et Jean qui suit[12].
                  - Jean Dax, Chevalier, comparait en 1789. De Marie-Thérese Chiavary, il eut Ange-Jean-Michel qui suit[12].
                    - Ange-Jean-Michel Dax, il recueillit en 1788 l’héritage de son cousin, Marc Antoine de Dax, dit le marquis d’Axat, dernier représentant de la branche aînée. Il fut maire de Montpellier sous la restauration et mourut en 1847[12].

## Personnalités

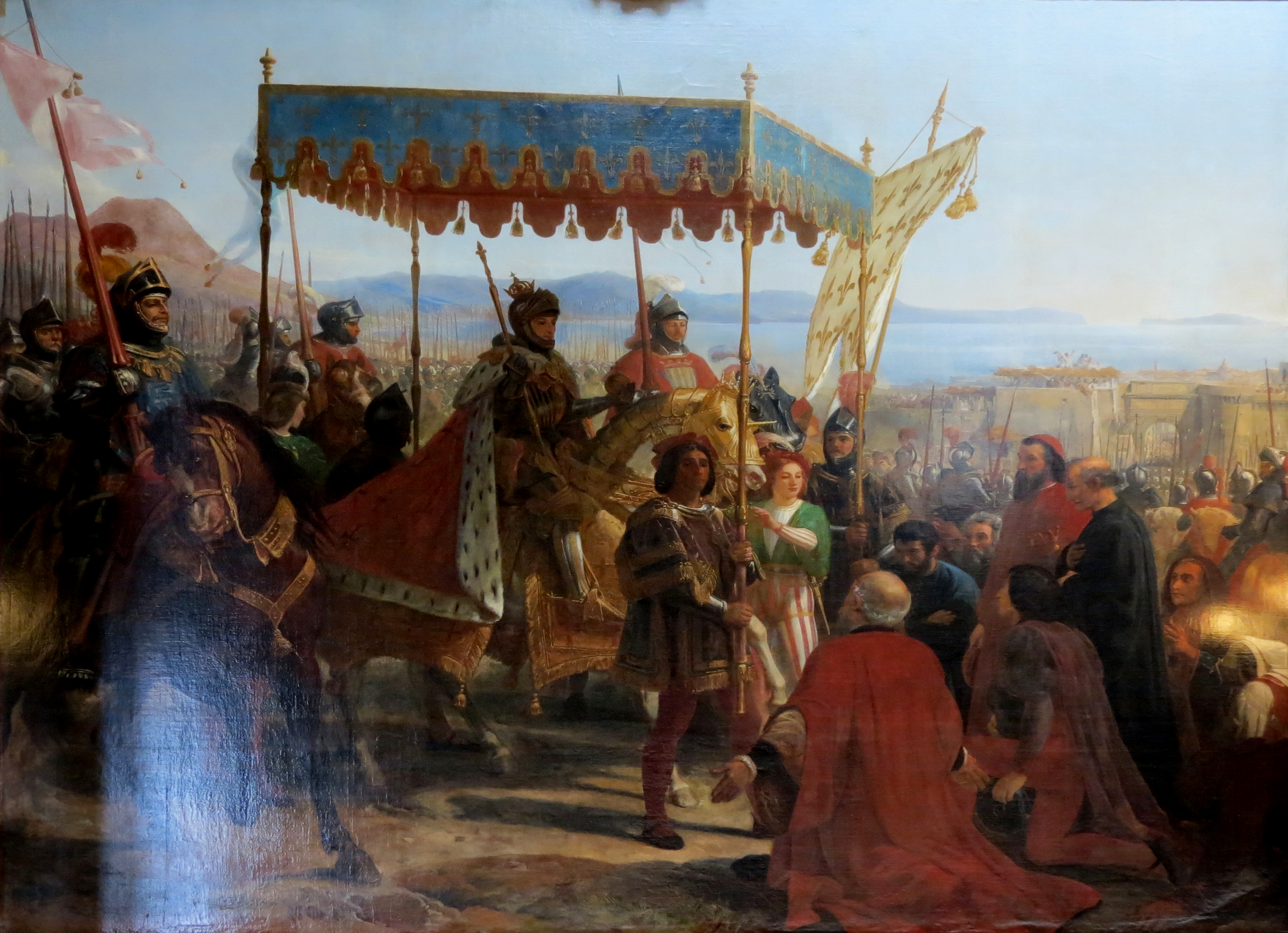
L'entrée de Charles VIII à Naples, 12 mai 1495

- Jean Dax, écuyer[25],[26], Sgr de Leuc, de La Serpent, d’Axat et autres places, mort  au cours de la 1re guerre d'Italie lors du siège de Gaète, en mai 1495, lieutenant du Sénéchal de Carcassonne, lieutenant du Sénéchal au comté et pays de Roussillon et Cerdagne de 1489 à 1491, puis viguier de ladite ville en 1491. Nommé conseiller, grand chambellan du roi Charles VIII et grand prévôt des maréchaux de France au royaume de Sicile[1].
- Jean II Dax, écuyer, Sgr de Leuc, de La Serpent, de Trévas et autres places co-seigneur de Cessales, chevalier de l'Ordre du Roi, reçu aux États de Languedoc en 1558 (en tant que : « Jean d'Achy, seigneur de La Serpent »[14]) il siège en qualité de représentant et envoyé du vicomte de Joyeuse (baron d'Arques (Aude), baron-héréditaire de Languedoc, marié le 1er novembre 1551 à Marguerite de Saint-Félix-Lauragais, il teste le 26 novembre 1577 et est enterré, conformément à ses volontés testamentaires, en l'église de Leuc, entre autres membres de la famille Dax qui y posséde l'une de ses sépultures seigneuriales[27],[1].
- Antoine II Dax, Sgr de Trévas, chanoine de Carcassonne, vicaire général de Guillaume V de Joyeuse et de son neveu Guillaume VI, évêques d'Alet, puis de celui de Carcassonne, grand vicaire du cardinal de Bourbon Charles Ier de Bourbon, protonotaire apostolique, chanoine préchantre et archidiacre d'Alet, avant d'être de nouveau nommé vicaire général du nouvel évêque de Carcassonne, François de Faucon, le 20 mars 1554, pour le compte duquel il prend possession de l'évêché le 5 avril, abbé de Saint Polycarpe[28] en 1529, nommé le 26 septembre 1564 évêque d’Alet[29], il prend possession de son siège en 1565 en pleine guerre de religion entre catholiques et huguenots, au cours desquelles il est assiégé et retenu prisonnier par les calvinistes qui détruisent en 1573 le palais épiscopal, ainsi que la cathédrale Sainte-Marie. Il vit encore en 1571[28]. Il préside par ordonnance royale l'assemblée du 2 novembre 1569 des États de Languedoc qui se réunirent « au milieu de tous ces troubles »[30]. Il meurt en 1579[30],[1],[28],[31].
- Arnaud II Dax, archidiacre d'Alet et chanoine de Carcassonne en 1567, abbé de Saint Polycarpe de 1565 à 1570, légataire, tout comme son frère Paul qui suit, de son oncle Antoine II évêque d'Alet qui précède, il cède son abbaye à ce même Paul et rentre dans la vie séculière, écuyer, seigneur de Saint-André-de-Villerousse, il se marie à Catherine de Lux, seigneuresse d'Esceuillens, de laquelle il a :
  - deux fils, Jean et Pierre (morts jeunes) et une fille : Jeanne, mariée à Charles de Montfaucon, seigneur de Rogles et de Sainte-Croix[28],[1].
- Paul Dax, frère du précédent, d'abord écuyer, il reçoit ensuite de son frère Arnaud II qui précède, son abbaye et devient abbé de Saint Polycarpe (1570-1615) et archidiacre d'Alet, légataire, tout comme son frère Arnaud II qui précède, de son oncle Antoine II évêque d'Alet (qui précède Arnaud II), il publie plusieurs ouvrages parmi lesquels : La Vie et le tombeau de très illustre prince… Charles de Lorraine, cardinal de Vaudemont [32], aumônier du roi Henri III[33], il aurait également participé à la conversion du roi Henri IV en 1593[28],[1].
- Pierre Dax (v.1521-1600), écuyer. Sgr de La Serpent, Mornac, Leuc, Bouriège, Araignon, Croux, Teissonnières et autres places, chevalier de l'Ordre du Roi, gouverneur militaire pour le roi des diocèses de Limoux et d'Alet (1573), héritier institué de son oncle Antoine II évêque d'Alet, « capitaine de cent hommes d'armes des compagnies d'ordonnance du roy »[34], capitaine d'une compagnie de chevau-légers que lui donne le 21 mai 1574 Henry Ier duc de Montmorency et de Damville, il teste le 3 juillet 1599. ∞ (1, 1560) Andrée de Saint-Martin d'Arles, ∞ (2) Claire del Pech (ou du Puy) seigneuresse de la baronnie del Pech et de Pérignan, aujourd'hui Fleury. Reçu chevalier de l'Ordre du Roi, par lettres de cachet du roi Charles IX de 1571[35],[1], il meurt en 1600 au château de La Serpent et est inhumé en l'église Saint-Étienne de La Serpent où cette famille posséde l'une de ses sépultures seigneuriales[35],[1].
- Paul Dax, écuyer, Sgr de Colombiers (Hérault) ou Colombiés, de Ressan et autres places, né au château de La Serpent le 1er mai 1598, capitaine d'une compagnie au régiment du marquis des Fosses, maréchal des camps et armées du roi en 1632[36], gentilhomme ordinaire de la chambre du roi Louis XIII le 5 mai 1634, il reçoit de Henri II de Bourbon, prince de Condé un certificat constatant qu'il a servi pendant toute la campagne en qualité de gentilhomme volontaire, exempté par M. de Malherbe (Jean-Baptiste de Balthazard, seigneur de Malherbe) intendant de justice, police et finances de Languedoc, du service du ban et de l'arrière-ban lui et les siens en 1647 en raison de ses services, il épouse Gloriande de Genibrousse Montbrun fille de Jacques et de Claire de Roquefort, mort à Béziers le 14 novembre 1661[37].
- Henri Dax, écuyer, Sgr de La Serpent, Le Lion, Bouriège, Teissonière et autres places, né le 27 avril 1620, capitaine d'une compagnie d'infanterie au régiment de Noailles, il épouse, en 1644, Anne de Saint-Jean de Thurin, fille de Timoléon, baron d'Hounoux (capitaine commandant la compagnie d'ordonnance de M. le duc de Montmorency et les régiments d'Annonay et de Vilar en 1625) et de Françoise de Montesquieu Coustaussa fille d'Arnaud[37].
- Raymond Dax, fils de François II Sgr de Leuc, chevalier de l'Ordre du Roi et d'Anne d'Astorg[10] (elle-même fille d'Antoine d'Astorg, baron de Montbardier, gouverneur militaire pour le roi dans les diocèses de Toulouse, Lavaur et Saint-Papoul[38]), Sgr d'Axat, d'Artigues, de Cailla, et baron de Cessales, il fait construire en 1630 l'église d'Axat qui est également chapelle castrale, son épouse Delphine de Monston de Sauton, fille du baron d'Escouloubre homme d'armes de la compagnie d'Henri Ier de Savoie, duc de Nemours[39], y place la cloche sur laquelle figure gravée une inscription qui en fait mémoire[40].
- Jean III Dax, fils de Raymond qui précède, Sgr et baron d’Axat, de Leuc et autres places, sénéchal de Limoux, lieutenant des maréchaux de France dans l’étendue de la Sénéchaussée de Limoux en 1666 et juge du point d'honneur par Commission de Messieurs les Maréchaux de France de l'année 1666 en faveur du : « seigneur et baron d'Axat », marié le 15 juin 1661 avec demoiselle Izabeau de Bruyères-Chalabre, fille de Jean-Pierre de Bruyères-le-Châtel, baron de Chalabre[41],[42], Rivel, Sonac et autres places (capitaine et gouverneur né, gentilhomme de la Chambre du roi, colonel du régiment de Languedoc puis d’un régiment à son nom, gouverneur pour le roi du Pays de Sault à la suite de son père) et de Gabrielle de Lévis Léran, mort à Quillan en 1673, enterré sous le maître-autel de l'église d'Axat, entre autres membres de la famille Dax qui y posséde l'une de ses sépultures seigneuriales[1],[40], son second fils Anne, est reçu chevalier de l'Ordre de Saint-Jean de Jérusalem dit de Malte au Grand prieuré de Saint-Gilles en 1704[1].
- Anne Dax, fils de Raymond et frère de Jean III qui précèdent, Sgr et baron de Cessales et autres places, capitaine de la 1re compagnie de Chevau-léger de la Garde par le brevet du 1er juillet 1653 accordé par le roi au « baron de Cessales »[2], commandant d'un régiment royal en 1662[43], il épouse en 1678, Isabeau d'Espéronnat de Saint-Féréol, fille de Pierre, baron de Saint-Féréol (receveur des tailles de la ville de Carcassonne) et d'Anne de Benet[1],[44].
- François III Dax (fils aîné de Jean III, voir plus haut), connu le premier sous le titre de marquis d'Axat, sert dans l'armée du Roussillon[45], sous les ordres d'Anne duc de Noailles (pair de France, chevalier des Ordres du Roi gouverneur de la province du Roussillon rattachée depuis peu au royaume, le 1er février 1660), capitaine d'une compagnie de cavalerie au 2e régiment de Languedoc-dragons par brevet royal accordé au « marquis d'Axat » en 1717, il épouse Gabrielle de Bruyères-le-Châtel-Chalabre, fille de Jean-Aymeric, baron de Chalabre[41],[42], seigneur de Montbel (Ariège) et de Beaumont (capitaine et gouverneur-né, capitaine de cavalerie au régiment de Léran, puis lieutenant-colonel de ce régiment en 1695) et de Jeanne de Raymond de Laborde[1],[40].

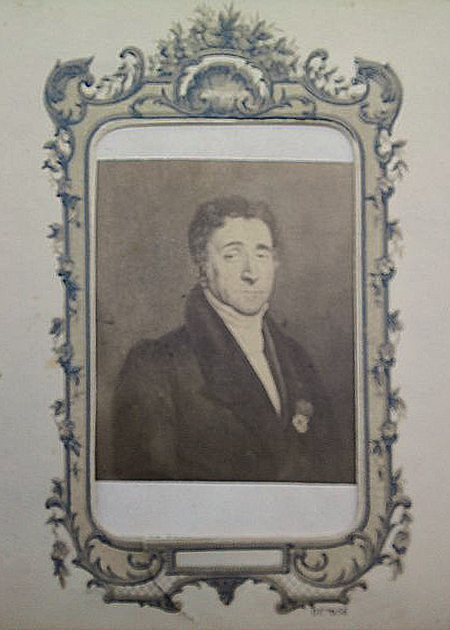
Ange Jean Michel Bonaventure
de Dax, marquis d'Axat
portant les insignes de Chevalier de l'ordre de Saint-Louis
Maire de Montpellier (1814-1830).

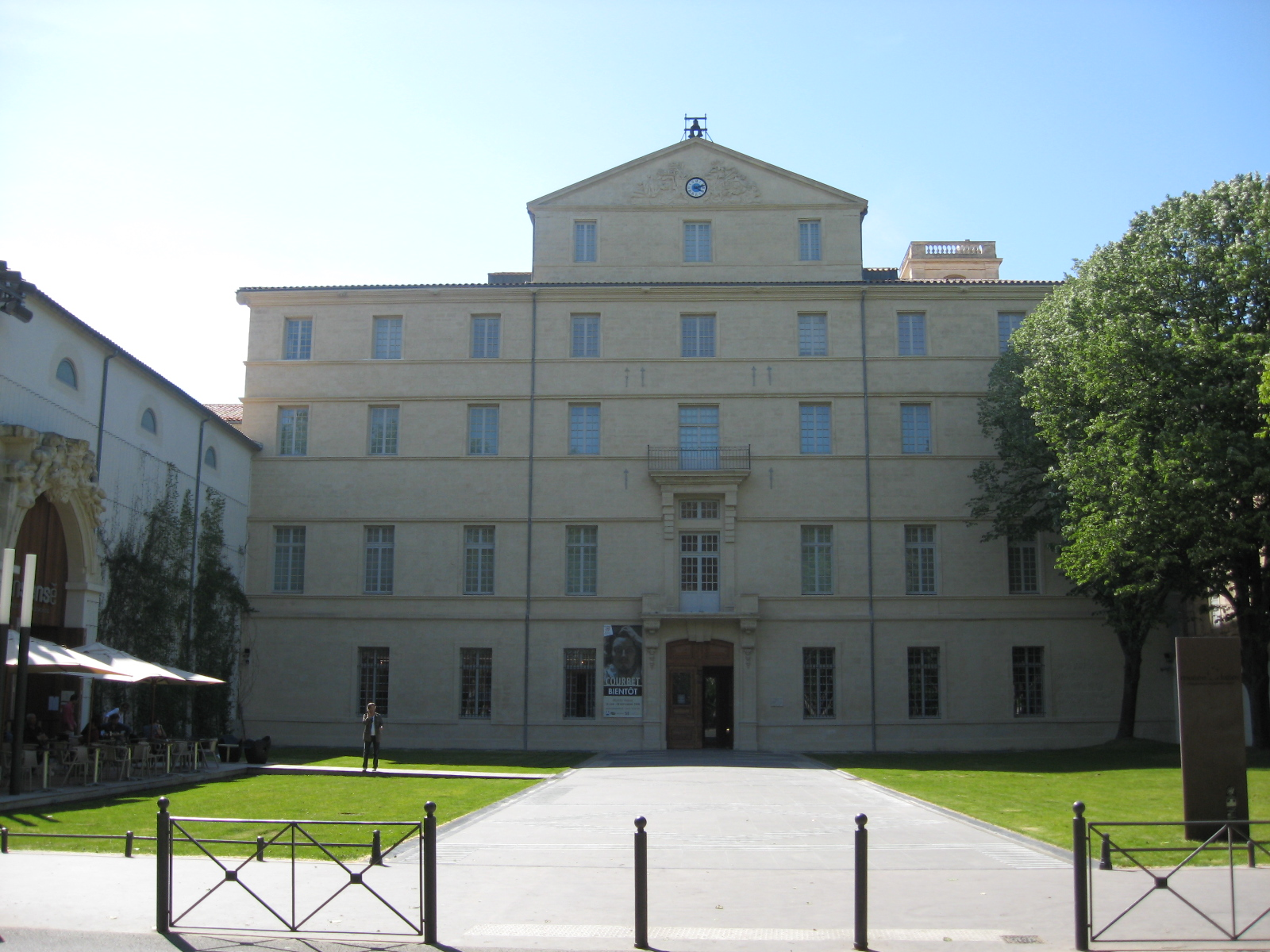
Le Musée Fabre de Montpellier

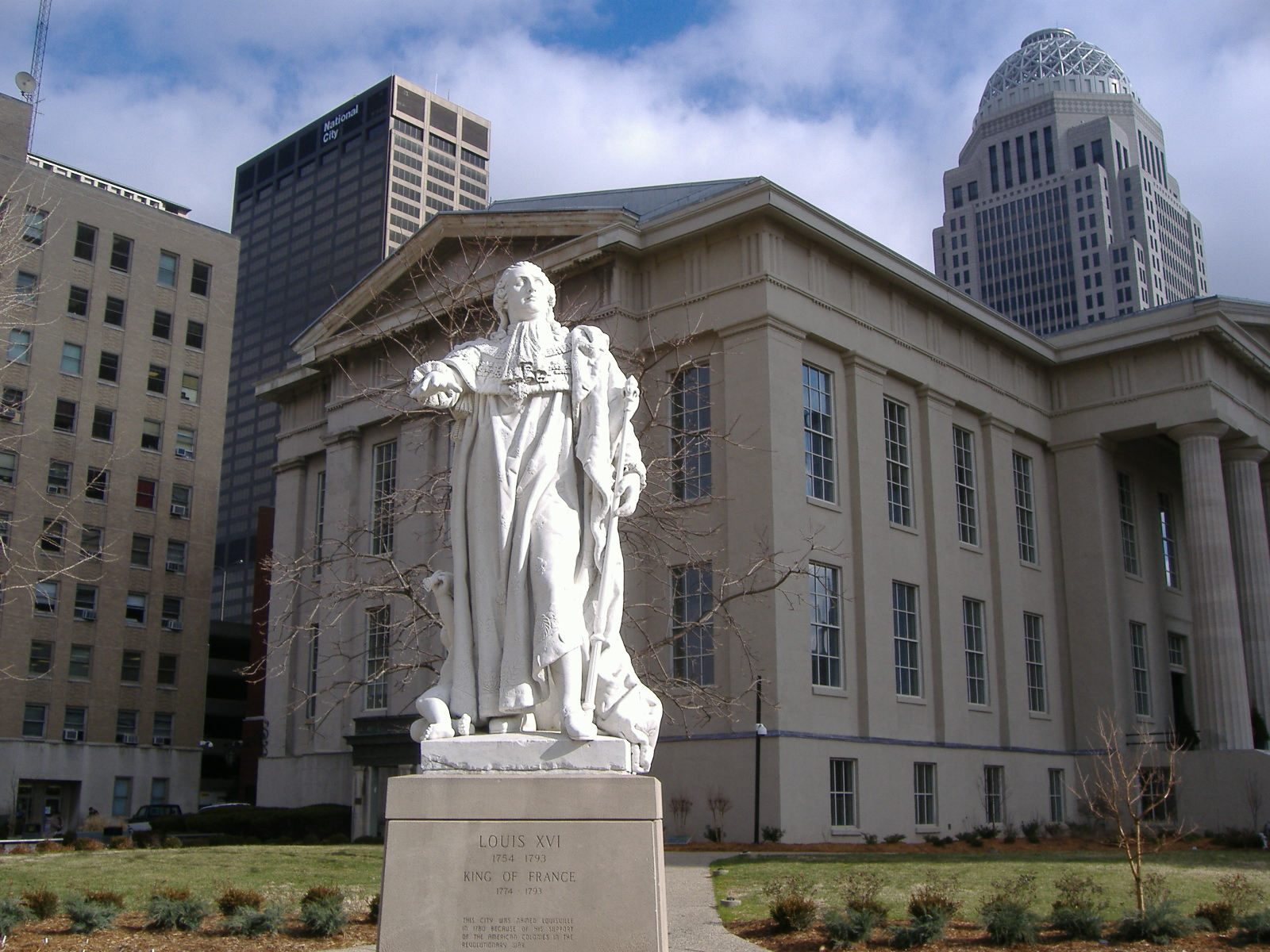
Statue de Louis XVI aujourd'hui à Louisville.

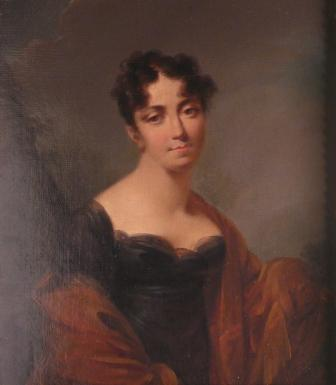
Anastasie Émilie Guignard de Saint-Priest épouse d'Ange Jean Michel Bonaventure de Dax, marquis d'Axat

- Marc-Antoine Marie-Thérèse de Dax, marquis d’Axat (1728-1788) [fils puîné de Guillaume Tranquille (lui-même fils de François III qui précède), pour sa part reçu page du roi en sa Grande écurie en 1722, mort le 28 décembre 1727 à l'âge de 22 ans alors que son père François III, est toujours en vie], orphelin de son père à la naissance il est élevé par sa mère Claudine de Grégoire des Gardies[46], comtesse de Montpeyroux, baronne des Deux-Vierges et de Saint-Félix-de-Pallières, seigneuresse des Gardies (après la mort de son père et de son unique frère[47]), reçu page du roi en sa Petite écurie en 1743[48]. Représentant et envoyé du prince de Conti, prince du sang[49] et premier baron héréditaire laïc de Languedoc, aux États généraux de Languedoc en 1761[50]. À cette occasion sa noblesse est soumise à la vérification des États, ce qui donne lieu à la rédaction d'un rapport favorable[51] lui permettant d'être reçu par les États et d'y siéger en tant que « Monsieur le marquis d'Axat ». Il est nommé par lettres des États de Languedoc du 18 janvier 1788 « Commissaire à l'effet de procéder à la vérification des titres de la noblesse de la province ». Il fonde les forges d'Axat pour la création desquelles il obtient un arrêt du conseil du roi rendu à Versailles le 8 juin 1756 et des lettres patentes données à Compiègne le 16 août 1756 signées « Louis » de la main du roi Louis XV autorisant leur construction, ces actes accordés au « marquis d'Axat », les L.P. commençant à la suite de la formule de salutation introductive par « Notre cher et bien aimé marquis d'Axat nous ayant... etc.», enregistrées au Parlement de Toulouse par un arrêt rendu en chambre souveraine en faveur du « marquis d'Axat », le 29 janvier 1757[52]. Il rend une première fois hommage pour le marquisat d'Axat, au roi Louis XV en 1769 devant la Cour souveraine des Aides et finances de Montpellier, Cour ayant dans ses attributions de juger des privilèges fiscaux, donc notamment de la validité des titres de noblesse. Il bénéficie le 18 décembre 1776 d'un jugement souverain rendu en faveur du « marquis d'Axat », par la grande chambre souveraine de la Cour des Aides et finances de Montpellier, ordonnant qu'il soit reçu « à pretter la foy hommage et serment de fidélité qu'il doit au Roy à cause de son joyeux avènement à la Couronne (et de son sacre), à raison de la dite Seigneurie et Marquizat d'Axat Artigues Cailla et Vayra qu'il tient du Roy », ce qui intervient le même jour, immédiatement après le prononcé du jugement souverain. Il épouse en 1756, Mathurine Guignard de Saint-Priest, fille de Jean-Emmanuel Guignard, vicomte de Saint-Priest (maître des requêtes ordinaires de l'hôtel du Roi, intendant de Languedoc et conseiller d'État) et sœur de François-Emmanuel Guignard, comte de Saint-Priest (ambassadeur de Louis XV et de Louis XVI, dernier ministre de la Maison du Roi Louis XVI et premier ministre de l'intérieur[53]), dont il n’eut pas d’enfants. Cette dernière est en 1789 en sa qualité de veuve, reçue avec l'ensemble des titres de son mari : par l'assemblée de la noblesse de la sénéchaussée de Montpellier (par procuration accordée au marquis d'Entraigues)[54] et, en personne, par l'assemblée de la noblesse de la sénéchaussée de Béziers[55]. En lui s'éteint la branche aînée des Dax, par testament de 1788 il institue pour héritier son cousin Ange Jean Michel Bonaventure de Dax qui suit[40].
- Jean-François Dax[5], baron de Cessales, petit fils d'Anne cité plus haut, volontaire au régiment de La Sarre, fait la campagne du Canada en 1754, combat aux sièges de Fort Cataracoui (ou Catariaquou) sous les ordres du marquis de Montcalm puis de Fort Chouagen en 1756 où il est blessé, fait prisonnier en 1758 au siège qui a lieu à l'ancien fort Ville-Marie (où se trouve alors située la résidence du Gouverneur de la Nouvelle-France), conduit en Angleterre, rentre en France à la fin 1758 après avoir été échangé, chevalier de l'ordre royal et militaire de Saint-Louis en 1779, capitaine d'une compagnie au régiment Royal Infanterie en 1759 à Minorque jusqu'en 1763, époque où cette île est rendue aux anglais, capitaine de canonniers garde-côtes en Roussillon en 1777, présent à l'assemblée de la noblesse du Roussillon en 1789[5],[56],[57], il épouse Marie-Thérèse de Cabestany, fille de François et de Marguerite de Soler.
- Jean Dax, frère cadet de Jean-François qui précède, dit le chevalier de Cessales[5], né le 11 juillet 1738, père d'Ange Jean Michel Bonaventure de Dax, marquis d'Axat (voir infra), lieutenant de la milice en 1758, lieutenant dans le régiment d'Artois en 1760, présent à l'assemblée de la noblesse du Roussillon en 1789[56],[57], il épouse Thérèse de Chiavary, fille de Dom Michel (descendant en ligne directe de la famille italienne du même nom des doges de Gênes[58]) et de Josèphe de Massa, mort le 13 juin 1809.
- Jean François Pierre Joseph Dax[5], baron de Cessales, né le 2 mai 1777 à Perpignan, fils de Jean François qui précède, fait ses preuves devant les généalogistes du roi et est reçu en 1786 aux écoles royales militaires[9], émigre en Espagne à la révolution, revient à l'amnistie, capitaine garde-côtes en Roussillon, puis capitaine adjudant-major, décoré du Lys.

- Ange Jean Michel Bonaventure de Dax (1767-1847), marquis d’Axat, fils ainé de Jean, chevalier de Cessales[59], fait ses preuves devant les généalogistes du roi pour son admission aux écoles royales militaires[9], est reçu élève à l'école royale militaire de Sorèze[60], puis cadet gentilhomme à l'École militaire en 1782, sous-lieutenant au Régiment de Bassigny en 1784, il émigre en 1792 en Espagne et fait les campagnes de 1793 à 1795 dans l'Armée des émigrés. Incorporé en 1796 dans le régiment de Bourbon (créé par en 1796 par Claude-Anne de Rouvroy marquis puis duc de Saint-Simon, unité opérant au sein de l'armée espagnole), il rentre en France après l'amnistie en 1797. Chef de bataillon par brevet du roi Louis XVIII pris en faveur du « marquis d'Axat » en 1817, il est fait chevalier de l'Ordre royal et militaire de Saint-Louis en 1814, reçu dans l'ordre par Monsieur, frère du roi, comte d'Artois en personne[61],[62] (son brevet de chevalier daté de 1814 accordé au « marquis d'Axat » et signé « Louis » de la main du roi Louis XVIII, est revêtu en 1821 d'un rappel exprès de ce titre suivi d'un visa spécifique du Sceau de France, recevant aussi dans le même temps, juste en dessous de ce visa du Sceau de France et de la mention : « Le Garde des sceaux de France », la signature de:  « Joseph-Marie Portalis, 1er comte Portalis », secrétaire d'État à la Justice, le brevet étant également à cette occasion scellé du Grand Sceau de France appendu par un cordon de soie aux présentes), chevalier de la Légion d'honneur[63], décoré du Lys. Maire de Montpellier de 1814 à 1830, il est exilé aux Cent-Jours. Premier président de la Société des beaux-arts de Montpellier. Durant son mandat de maire il promeut la création du musée Fabre[64], principal musée d'art de Montpellier, ouvert au public en 1828 à la suite d'une donation du peintre et collectionneur François Xavier baron Fabre. Il est appelé par lettre close du roi à assister à son sacre à Reims, autorisé à cette occasion à monter dans les carrosses du roi pour se rendre à la cérémonie, y étant présent dans les stalles du chœur de la cathédrale[65]. Toujours dans ses fonctions de maire de Montpellier, il fait ériger en 1828 par la ville Place du marché aux fleurs une statue du roi Louis XVI. Après la fin de la Restauration  intervenue en 1830 et en raison du changement de régime, cette statue est déposée en 1831 et est dès lors remisée durant quasi 140 ans, jusqu'en 1967, par la ville. Elle se trouve aujourd'hui à Louisville aux États-Unis[66] où elle est inaugurée le 12 juillet 1967, après avoir été offerte dans les suites du jumelage des deux villes intervenu en 1954. Il donne sa démission en 1830 lorsque Louis-Philippe Ier monte sur le trône en tant que roi des Français. Il agrandit les forges et laminoirs d'Axat créés avant la Révolution par son cousin de la branche aînée Marc-Antoine de Dax, marquis d'Axat qui précède, dont il est l'héritier institué par testament de 1788. Il épouse en 1797  Anasthasie Émilie Guignard de Saint-Priest, fille de François-Emmanuel Guignard, comte de Saint-Priest, (ambassadeur de Louis XV et de Louis XVI, dernier ministre de la Maison du Roi Louis XVI, premier ministre de l'Intérieur, lieutenant général des armées du roi, pair de France en 1815[53]) et de Wilhelmine Constance von Ludolf, comtesse du Saint-Empire. Ils ont 6 enfants[67]. Il meurt le 18 août 1847 à Vénéjan (Gard) et est inhumé au cimetière de l'hôpital général de Montpellier.

- Constantin Jean Marie Xavier de Dax (1797-1868)[5], marquis d'Axat, marquis de San Miniato[68], fils aîné d'Ange Jean Michel Bonaventure de Dax d'Axat qui précède, né à Montpellier le 10 frimaire an VI de la République (30 novembre 1797), tout d'abord garde du corps du roi Louis XVIII au début de la Restauration, il devient lieutenant au 5e régiment de dragons dits dragons de l'Hérault stationné à Carcassonne, il prend part avec son Corps à la guerre d'Espagne en 1823, est fait chevalier de l'ordre royal et militaire de Saint-Ferdinand d'Espagne la même année et capitaine en 1824, il intègre ensuite en qualité d'officier supérieur la Garde royale (régiment des dragons à cheval de la Garde), démissionnaire en 1830[69], il reçoit en 1844 du vivant de son père, des mains du comte de Chambord son buste en bronze gravé de l'inscription : « offert au comte de Dax par S.M. Henri V », ainsi qu'une lettre autographe libellée du même au même, il est l'auteur de « A S. Exc. M. le Ministre de l'Instruction publique et des cultes. Aperçu de l'administration ecclésiastique dans le diocèse de Carcassonne »[70], il épouse le 16 février 1824 Candelaria Villart, marquise de San Menat[71], née à Cadix en 1806, fille de Joseph, ancien chef des commandements de S.M. le roi d'Espagne et de Joséphine de Vindret[72], de laquelle il a sept enfants, il meurt le 7 février 1868 à Paris et est inhumé cimetière du Montparnasse.
- Léon Barthélémy François Xavier de Dax (1802-1873), frère cadet du précédent, né en 1802, premier page du roi[73] Louis XVIII, décoré du Lys, entré ensuite dans la carrière militaire, lieutenant-colonel de la milice d'Alger, il est fait chevalier de la Légion d'honneur le 8 aout 1847, promu colonel de la milice le 17 septembre 1852, il est nommé au Conseil du gouvernement de l'Algérie en la qualité de conseiller-membre, officier de la Légion d'honneur le 13 aout 1853[74], il est aussi fait commandeur de l'ordre pontifical de Saint-Grégoire-le-Grand le 26 décembre 1854[75], mort non allié en 1873.
- Armand Jean Antoine Louis de Dax, connu sa vie durant comme le vicomte Louis de Dax, quatrième fils d'Ange Jean Michel Bonaventure marquis de Dax d'Axat (voir supra), et troisième frère de Constantin (voir supra), né à Montpellier le 15 février 1816, fait ses études à Fribourg en Suisse puis à Lyon, reçu avocat il se lance dans la carrière diplomatique et est chancelier du Consulat général de France à Trieste, il quitte encore jeune la carrière pour se consacrer à sa passion la chasse et voyager en Europe et dans le nord de l'Afrique, auteur de deux ouvrages de référence sur la chasse : « Souvenirs de mes chasses et pêches dans le Midi de la France »[76] et « Nouveaux souvenirs de chasse et de pêche dans le Midi de la France »[77], il se fixe à Paris où il est nomé directeur en 1868 du grand journal des chasseurs de l'époque, La Chasse illustrée, poste qu'il occupe à sa mort (en 1872), après avoir eu la charge de l'administration générale du grand aquarium de l'exposition universelle de Paris, « La Chasse illustrée » dans un style daté typique de cette époque, dit de lui, peu après sa disparition entre autres éloges à son sujet dans son Almanach 1872-1873 (p. 3-4), avoir été un « gentilhomme accompli et un sportsman consommé », un « chasseur habile comme Deyeux », un « pêcheur aussi fin que Walton » et un « naturaliste des plus érudits », le « Dictionnaire des contemporains » par Vapereau dit à son époque à son sujet : « Écrivain et artiste, Louis de Dax a publié le résumé de ses longs voyages dans « Le Journal des Chasseurs », « Le Sport », « Le Monde illustré », « L'Illustration », « Les Trois Règnes de la Nature », « L'Annuaire encyclopédique du XIXe siècle », « La Chasse illustrée ». Il a beaucoup dessiné pour divers journaux illustrés, il a donné principalement à « L'Illustration » une série de dessins reproduisant la collection complète de l'Armería Real (Armurerie royale [Musée des armes], située au Palais royal) de Madrid. Sous le titre de « Souvenirs de chasse et de pêche dans le midi de la France », il compose deux volumes spéciaux dont le second est illustré par lui-même. » L’Almanach 1872-1873 de « La Chasse illustrée » indique encore juste après avoir rapporté cette citation du dictionnaire, toujours dans l'hommage qui lui est rendu peu après son décès (dans ses pages 3 et 4) : « Là n'est certes pas toute son œuvre, d'une distinction si achevée, de Dax a ensemencé « La Chasse illustrée » des trésors de la science et de l'imagination. Son style est simple et élégant comme l'était sa personne. Les improvisations forcées du journalisme n'en ont point altéré la correction. Ces qualités, on les retrouvera dans les nombreux ouvrages qu'il laisse. Par exemple : « Soins à donner aux chiens de chasse »; « Conseils aux jeunes chasseurs »; « Notes sur l'Ostréiculture »; « La chasse et la pêche pendant le siège de Paris », « Émotions de chasse », cet écrin où il a étalé toutes les pierreries de son brillant passé, comme s'il pressentait, l'aimable gentilhomme, que ce serait le dernier éclat d'une existence si belle, si consciencieusement remplie. Citerons-nous encore les ravissants « Salons » que notre aimé littérateur-artiste a jonchés de toutes les suavités d'un style délicieusement coloré, mais conduit par une plume dont l'impartiale bienveillance gagnait même les auteurs des œuvres qu'elle critiquait le plus finement? », plus haut on peut lire aussi au sujet de sa direction de « La Chasse illustrée » : « Là il resta cinq années; là il composa ces nombreux ouvrages que tout le monde connaît; là, dans la maturité de l'âge et du talent, vint frapper la cruelle maladie qui, si brusquement, l'enleva le 15 juin 1872, au monde des arts et des lettres. À ses funérailles assistaient l'élite de la société parisienne. Deux discours furent prononcés sur sa tombe. Le premier par M. Emmanuel Gonzalez, président de la société des gens de lettres, l'autre par M. H. Émile Chevalier, membre du conseil municipal de Paris et du conseil général de la Seine au nom des propriétaires et collaborateurs de La Chasse illustrée. » . Il est l'auteur d'un opuscule : « Encore un mot sur le pape et le Congrès » qui témoigne d'une pensée moderne pour son temps, il y dissocie en effet nettement le pouvoir spirituel du pape à sauvegarder et auquel il se dit en tant que croyant catholique soumis, de son pouvoir temporel de chef d'état sur les vastes États pontificaux d'alors, à ne pas perpétuer[78], il manifeste-là une avance sur la mentalité de son époque et une modernité de pensée saisissante, précurseur aussi comme inventeur du fusil électrique[79], sa mémoire perdure de nos jours à Montpellier où il est évoqué dans les spectacles et ateliers historiques destinés aux enfants sur la vie au XIXe siècle à Montpellier[80], chevalier de l'ordre d'Isabelle-la-Catholique[81], il épouse Camille Dufour de laquelle il a deux fils : Armand, capitaine territorial de l'Inspection des Forges de l'Artillerie, chevalier militaire de la Légion d'honneur par arrêté du maréchal Lyautey, ministre de la guerre, du 3 février 1917[82] et Jean-Henry, capitaine territorial d'Infanterie[83], mort brusquement de maladie à Paris le 15 juin 1872.
- Joseph Emile Albert de Dax (1827-1892), marquis d'Axat (succède à son frère aîné Emmanuel Ange Jean Marie, marquis d'Axat, né le 24 juin 1825, magistrat, demeuré sans postérité, mort le 20 aout 1882, inhumé au cimetière du Montparnasse), second fils de Constantin cf. supra, né à Montpellier le 25 septembre 1827, diplomate, très lié à la république orientale de l'Uruguay par son mariage à Montévidéo le 13 mars 1854 avec Hortense-Cruz de San Vicente, fille du général Don Carlos de San Vicente, ministre de la guerre et de la marine[84], consul général à Berne (Suisse) en 1859[6] après avoir été consul au Havre où nait et meurt le premier de ses quatre enfants, Charlotte en 1855, chevalier de l'ordre royal de Léopold de Belgique[6],[72],[85].
- Charles de Dax, 5e fils de Constantin, voir supra, sert aux chasseurs d'Afrique avec lesquels il fait de nombreuses campagnes, successivement engagé sur les différents théâtres d'opérations extérieurs de l'époque, ce qui lui vaut notamment les décorations des campagnes correspondantes, titulaire des médailles : Militaire, Crimée[86], Italie, Mexique, engagé ensuite comme volontaire dans l'armée pontificale légion d'Antibes, il est mortellement blessé au combat de Velletri (États pontificaux)[87],[72],[88] et meurt de ses blessures le 23[89] octobre 1867.
- Marie François Hubert Henri d'Ax de Cessales, né le 8 juin 1889 à Castres[90], fils de Louis, baron de Cessales [représentant de la Croix rouge française durant toute la guerre de 1914-1918 en Roussillon à Corneilla-la-Rivière où sont implantés les d'Ax de Cessales qui résident dans la « maison seigneuriale d'Ax », depuis laquelle il guide « ...les familles de soldats sans nouvelles du front... mission délicate, parfois difficile qu'il accomplit avec humanité en parfaite liaison avec le maire (de l'époque) Joseph Albert »[91]], dont il était le sixième enfant, « Mort pour la France » lors de la Première Guerre mondiale à l'âge de 27 ans, lieutenant au 294e régiment d'infanterie, il meurt le 21 août 1916 de blessures de guerre»[91] "à l'ambulance 1/155"[92] et est inhumé dans un premier temps au cimetière militaire de Louvois, puis ultérieurement au carré militaire du cimetière de Corneilla-la-Rivière, chevalier militaire de la Légion d'honneur par arrêté du général Roques, ministre de la guerre, du 1er août 1916[93],[94],[95], également décoré précédemment de la croix de guerre 1914-1918 avec palme et la citation : « Officier d'une haute valeur morale. Affecté à un régiment d'infanterie territoriale, a demandé à servir dans un régiment actif. Très grièvement blessé le 27 juin en faisant courageusement son devoir. »[96],[97]
- Marie Joseph Louis d'Ax de Cessales, dit de Vaudricourt, fils d'Isidore, né le 20 mai 1879 au château de Vaudricourt à Navès (Tarn)[98], déporté résistant, « Mort pour la France » lors de la Seconde Guerre mondiale en déportation le 31 décembre 1944, après avoir été déporté pour faits de Résistance au camp de Buchenwald depuis le Camp de Royallieu à Compiègne le 17 aout 1944, il meurt au camp, Matricule 78578[99],[100],[101]. Il va de même de son épouse Hedwige Marie Renée, issue de la Famille Lannes de Montebello, déportée résistante, « Mort(e) pour la France » en déportation le 19 novembre 1944, après avoir été déportée au camp de Ravensbrück, également pour faits de Résistance, au départ de Paris Gare de L'Est par le convoi du 4 juillet 1944 à destination du camp de torture de la Gestapo de Neue Bremm à Saarbruck, d'où elle est ensuite acheminée à Ravensbrück, elle décéde au camp - Matricule: 47135[102],[103],[104],[105],[106],[107].

## Honneurs
Plusieurs chevaliers de l'ordre du roi, de l'ordre royal et militaire de Saint-Louis, de la Légion d'honneur dont un officier, plusieurs décorés du Lys, de la médaille militaire, de la croix de guerre 1914-1918. Un chevalier : de l'ordre royal d'Isabelle la Catholique, de l'ordre royal et militaire de Saint-Ferdinand d'Espagne, de l'ordre royal de Léopold de Belgique, de l'ordre des Arts et des Lettres, un commandeur et une dame de l'ordre pontifical de Saint-Grégoire-le-Grand.
Des membres de la famille Dax sont reçus aux écuries du roi : pages du roi en sa Grande écurie en 1722, réception réservée à la noblesse militaire qui venait dans les honneurs juste après les Honneurs de la Cour et en sa Petite écurie en 1743, réception qui prenait place, dans les honneurs anciens, tout de suite après la réception en la Grande Écurie,,, ainsi que dans l'ordre de Malte au Grand prieuré de Saint-Gilles en 1704. D'autres sont également reçus aux écoles royales militaires en 1782 et 1786.
Antoine Dax, en tant qu'évêque d'Alet, préside par ordonnance royale les États de Languedoc au XVIe siècle  et d'autres sont aussi reçus à plusieurs reprises par les États, y siégeant à chaque fois en tant que représentant-envoyé d'un baron-héréditaire de Languedoc (dont au XVIIIe siècle le premier baron-héréditaire laïc, prince du sang,).
Sous la Restauration, Ange Jean Michel Bonaventure de Dax est appelé par lettre close du roi à assister à son sacre à Reims, il est autorisé à cette occasion à monter dans les carrosses du roi pour se rendre à la cérémonie, y étant présent dans les stalles du chœur de la cathédrale.
La famille compte plusieurs « Morts pour la France » au combat lors des Première et Seconde Guerres mondiales et en déportation  pour faits de Résistance lors de la seconde, déportés résistants.

## Armes et devise
Les armes de la famille se blasonnent ainsi : D'azur, au chevron d'or, chargé d'une quintefeuille de gueules, l'écu timbré d'un casque d'argent taré de front montrant sept grilles d'or orné de ses lambrequins suivant les émaux de l'écu et surmonté d'une couronne de marquis (baron, branche d'Ax de Cessales).
- supports : un dragon au naturel à dextre et un lion aussi au naturel à senestre[1].
- cimier : un blaireau au naturel taré de front issant la couronne[1].

- « Decus et tutamen in armis »[2] (Honneur et protection dans les armes) Énéide, livre V, v. 262).

## Alliances
Les principales alliances de la famille Dax ou d'Ax sont : de la Jugie, Taverne, Arnaud de Neffièes, de Narbonne, de Narbonne Pelet, de Saint-Julien, de Saint-Martin d'Arles, del Pech (ou du Puy) de Pérignan, de Sarret, de Saint-Felix, de Genibrousse Montbrun, de Montesquiou, de Saint-Jean de Thurin d'Hounoux, d’Astorg, d’Astarac, de Bénavent, de Monstron d’Escouloubre, d'Espéronnat de Saint-Féréol, de Bruyères de Chalabre, de Castéras de Villemartin, de Grégoire des Gardies, Guignard de Saint-Priest, de Saunhac, Lannes  de Montebello, de Chiavary, de San Vicente, Durand de Fontmagne, de Fréjacques de Bar, du Puy d’Alverny, de Villeneuve, de Béon, de Boissieu.